# Arcidiecéze košická
Arcidiecéze košická byla zřízena 10. října 1804 jakožto diecéze přičleněná k egerské arcidiecézi. V roce 1995 ji papež Jan Pavel II. povýšil na arcidiecézi. Spolu se sufragánními diecézemi spišskou a rožnavskou tvoří slovenskou východní provincii. Sídlem arcibiskupa jsou Košice.
Současným arcibiskupem je Bernard Bober, pomocným biskupem byl v roce 2016 jmenován Marek Forgáč. V arcidiecézi pak až do své smrti v roce 2023 působil také emeritní arcibiskup Alojz Tkáč. Rozloha arcidiecéze je 10 403 km², v Košicích je Katedrála svaté Alžběty.

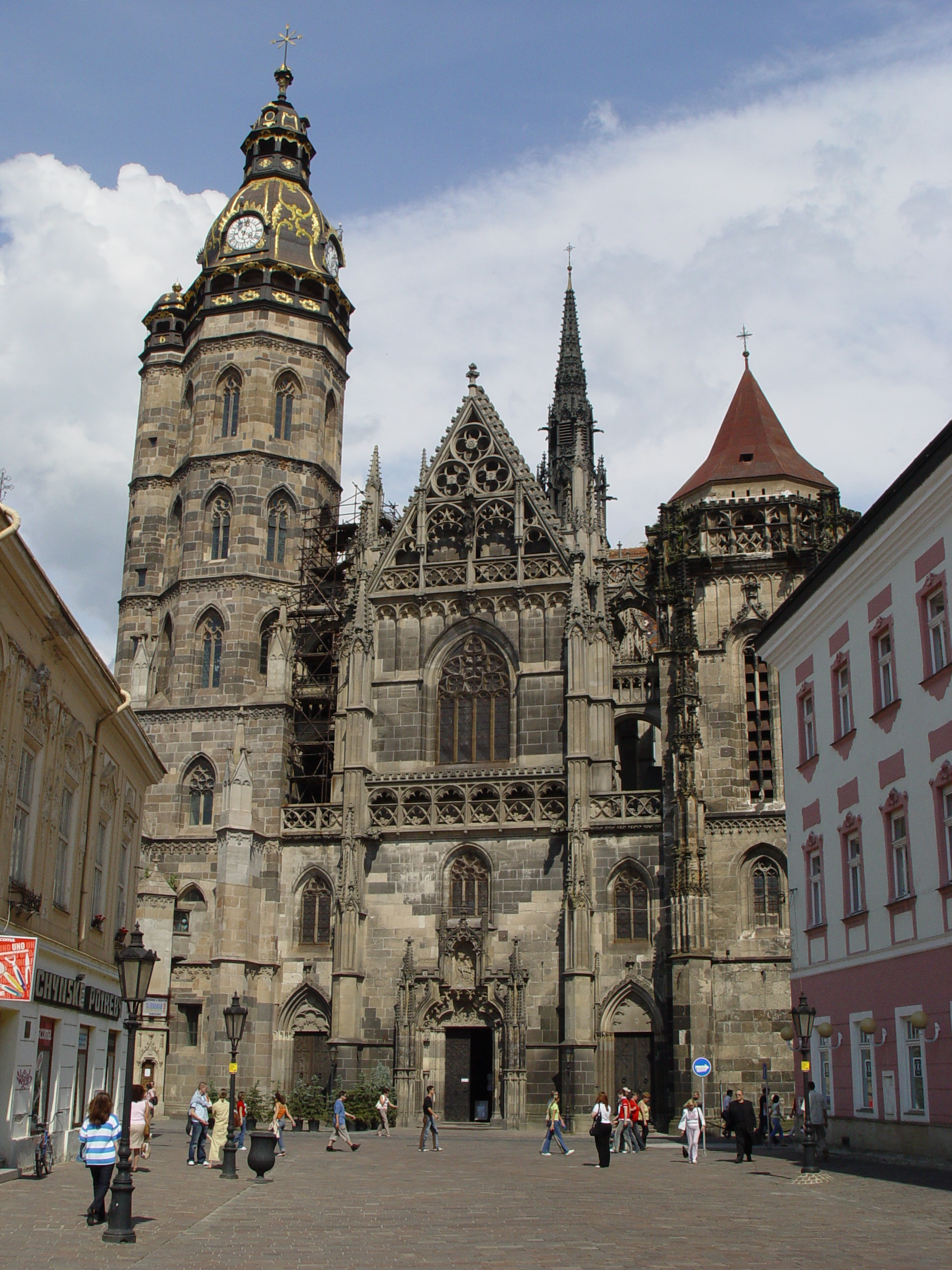
Katedrála sv. Alžběty v Košicích